# Scandale des viols d'enfants à Oulu
Le scandale des viols collectifs d'enfants à Oulu est un scandale qui a éclaté en décembre 2018 à Oulu en Finlande.
Les accusations sont portées de viol, d'abus sexuels, d'agression et de formes aggravées de violence envers des enfants.

## Présentation
En décembre 2018, il est apparu que des hommes migrants adultes violaient et abusaient sexuellement des filles de moins de 15 ans à Oulu, en Finlande. 

## Les crimes
Le premier rapport de police, daté du 1er décembre 2018, concerne un groupe de sept hommes étrangers qui ont abusé d'une fillette de 10 ans. 
Cela provoque un choc chez de nombreux Finlandais.
Il a été confirmé que la fillette a été violée pendant des mois. 
Comme il y a eu deux autres arrestations pour viol quelques jours avant, le commissaire Markus Kiiskinen de la police d'Oulu a rassuré le public : « Il n'y a pas de phénomène d'infractions sexuelles dans lesquelles des étrangers violent dans la rue ».
Au 6 décembre, la police d'Oulu arrête dix hommes pour violences sexuelles. Les victimes étant trois filles, toutes âgées de moins de 15 ans.
Tous les suspects ont immigré en Finlande en tant que demandeurs d'asile ou réfugiés.
Le 11 janvier 2019, la police révèle que l'une des victimes de viol s'est suicidée des mois plus tôt. Le nombre de victimes est passé à neuf. Le nombre d'hommes en garde à vue est désormais de douze. Tous les suspects sont des étrangers.
Le 11 février, il est signalé que la police enquête sur un nouveau viol présumé de deux filles mineures qui s'est produit quelques jours plus tôt. 
L'une des filles a moins de 16 ans et l'autre a moins de 18 ans. Un suspect, d'origine étrangère, est en détention et possède un permis de séjour finlandais. 
Le 13 janvier, la police informe qu'elle enquête sur un autre cas présumé d'agression sexuelle grave sur un enfant.
Fin février 2019, la police élargit son enquête et ses rapports pour inclure aussi "des actes moins graves tels que des agressions". Il y a maintenant 29 suspects, dont une vingtaine « d'hommes d'origine étrangère ».

## Réactions politiques
Début décembre 2018, le Premier ministre finlandais Juha Sipilä déclare : « Les coupables seront punis dans un État de droit quelle que soit leur appartenance ethnique ».
À la mi-janvier 2019, Juha Sipilä publie une déclaration officielle disant : « Le gouvernement a modifié la loi depuis le début de l'année, ce qui facilite l'expulsion des étrangers qui ont commis des crimes ».
En janvier, lorsque de nouveaux cas ont été révélés, une déclaration officielle est publiée sur le site Web du Président finlandais : « Il est inacceptable que certains demandeurs d'asile et même ceux qui ont obtenu l'asile aient amené le Mal ici et créé de l'insécurité ici ».
Paula Risikko, Présidente du Parlement, a déclaré : « Nous allons sanctionner ce type de délits et, si nécessaire, vous renvoyer dans votre pays d'origine ».

## Condamnations
| Condamné                           | Né en | Pays d'origine | Date de condamnation | Sentence        | Crimes | Âge   | Dates des crimes               | Réf.   |
| Muso Asoev                         | 1975  | Tadjikistan    | 20 mars 2019         | 3 ans et 8 mois | Agression sexuelle et viol dans une mosquée                                                                                    | 10    | 7 juillet et 7 octobre 2018    | [ 17 ] |
| Abdullhadi Barhum                  | 1997  | Syrie          | 26 mars 2019         | 2 ans et 6 mois | Agression sexuelle et viol | 14    | 2019                           | [ 18 ] |
| Abdul Aziz Nayef Dbeisan Al-Bodour | 1996  |                | 17 avril 2019        | 38 mois         | viol et violences sexuelles graves sur enfant                                                                                  |       |                                | [ 19 ] |
| Baraa Ahmed Saeed Al Dawayma       | 1999  |                | 4 juillet 2019       | 3 ans et 8 mois | sévices sexuels aggravés sur enfant et viol aggravé                                                                            | 12    | juillet 2018                   | [ 20 ] |
| Rahmani Gheibali                   | 1998  | Afghanistan    | 9 mai 2019           | 4 ans           | Agression sexuelle grave d'un enfant, viol aggravé                                                                             | 13    | avril – septembre 2018         | ,      |
| Shiraqa Yosefi                     | 1998  |                | 14 mai 2019          | 2 ans           | Agression sexuelle grave d'un enfant                                                                                           | 13    | 15 septembre – 27 octobre 2018 | [ 22 ] |
| Osman Ahmed Mohamed Humad          | 1995  |                | 5 juin 2019          | 3 ans           | Agression sexuelle grave d'un enfant, persuasion d'un enfant de participer à des actes sexuels                                 | 13    | juin – octobre 2018            | [ 22 ] |
| Javad Mirzad                       | 1990  | Afghanistan    | 7 juin 2019          | 3 ans et 4 mois | Agression sexuelle grave d'un enfant                                                                                           | 13    | août 2018                      | ,      |
| Ali Osman Mohamed                  | 1993  |                | 20 juin 2019         | 4 ans           | Agression sexuelle d'un enfant, agression sexuelle grave d'un enfant, persuasion d'un enfant de participer à des actes sexuels | 13    | été et automne 2018            | [ 22 ] |
| Hassan Mohamud Mohamed             | 1980  |                | 9 juillet 2019       | 4 ans et 6 mois | viol aggravé, agression sexuelle grave d'un enfant                                                                             | 12–13 | 2017–2018                      | [ 22 ] |
| Qayssar Mohsin Sbahi Aldhulaiei    | 1993  | Irak           | 12 juillet 2019      | 4 ans           | viol aggravé, agression sexuelle grave d'un enfant, agression                                                                  | 13    | juin – octobre 2018            | ,      |
| Abdo Ibrahim Ahmed                 | 1985  |                | 12 juillet 2019      | 4 ans et 2 mois | viol aggravé, agression sexuelle grave d'un enfant, possession de pédopornographie                                             | 12-13 | 4 août 2017 – 18 août 2018     | [ 22 ] |
| Sources, :                         |       |                |                      |                 | |       |                                |        |

## Changements législatifs
L'agence de presse Reuters a indiqué en 2019 que l'affaire est devenue « une question politique importante » en Finlande 
L'agence de presse Xinhua a rapporté que le viol présumé par huit hommes d'origine étrangère a augmenté le soutien populiste en Finlande.
En réponse aux révélations des délits sexuels, trois projets législatifs accélérés ont été présentés au Parlement finlandais en janvier 2019 : un pour augmenter les sanctions pour les abus sexuels sur les enfants, un pour améliorer la capacité de la police à « traiter » les données personnelles des personnes et un pour enlever la nationalité finlandaise aux étrangers naturalisés qui commettent certains crimes.
Antti Lindtman, président du parti social-démocrate de Finlande, a souligné que tous les groupes parlementaires soutiennent ces initiatives.